# جیسون نایت
جیسون نایت (انگلیسی: Jason Knight؛ زادهٔ ۱۴ ژوئیهٔ ۱۹۹۲) ورزشکار هنرهای رزمی ترکیبی اهل ایالات متحده آمریکا است.